# NGC 3930
NGC 3930 is een balkspiraalstelsel in het sterrenbeeld Grote Beer. Het hemelobject werd op 17 maart 1787 ontdekt door de Duits-Britse astronoom William Herschel. Het ligt in de buurt van NGC 3930A.

## Synoniemen
- UGC 6833
- MCG 6-26-45
- ZWG 186.59
- KUG 1149+382
- PGC 37132